# Puchar Narodów Afryki 1994 (składy)
Składy drużyn występujących podczas Pucharu Narodów Afryki 1994 rozgrywanego w Tunezji.

## Grupa A

### Mali
| #      | Pozycja       | Imię i nazwisko     | Data urodzenia  | Mecze/Gole na turnieju | Klub                                       |
| ------ | ------------- | ------------------- | --------------- | ---------------------- | ------------------------------------------ |
|        | Bramkarz      | Ousmane Farota      |                 | 5/0                    | Stade Malien Bamako                        |
|        | Bramkarz      | Karamoko Keita      |                 | 0/0                    | Garges                                     |
|        | Obrońca       | Dramane Dembelé     |                 | 0/0                    | Djoliba Athletic Club                      |
|        | Obrońca       | Yatouma Diop        |                 | 3/0                    | Stade Malien Bamako                        |
|        | Obrońca       | Oumar Guindo        |                 | 2/0                    | Djoliba Athletic Club                      |
|        | Obrońca       | Moussa Keita        |                 | 5/0                    | Crédit Agricole                            |
|        | Obrońca       | Souleymane Sangaré  |                 | 4/0                    | AS Real Bamako                             |
|        | Obrońca       | Abdoul Karim Sidibé |                 | 1/0                    | Djoliba Athletic Club                      |
|        | Obrońca       | Mobido Sidibé       |                 | 4/1                    | USFAS Bamako                               |
|        | Pomocnik      | Amadou Pathé Diallo |                 | 5/1                    | Clube Desportivo e Recreativo Quarteirense |
|        | Pomocnik      | Demba N’Diaye       |                 | 3/0                    | FA Île-Rousse                              |
|        | Pomocnik      | Habib Sangaré       |                 | 3/0                    | Sohan SC                                   |
|        | Pomocnik      | Sékou Sangaré       |                 | 5/0                    | AJ Auxerre                                 |
|        | Pomocnik      | Ibrahim Sory Touré  |                 | 3/0                    | Stade Malien Bamako                        |
|        | Pomocnik      | Abdoulaye Traoré    |                 | 4/0                    | SS Saint-Pauloise                          |
|        | Pomocnik      | Brehima Traoré      |                 | 3/0                    | AS Mande                                   |
|        | Napastnik     | Soro Camara         |                 | 0/0                    | Bitou Segou                                |
|        | Napastnik     | Fernand Coulibaly   | 1 sierpnia 1971 | 4/1                    | Al-Wahda FC (Mecca)                        |
|        | Napastnik     | Makan Keita         |                 | 0/0                    | Djoliba Athletic Club                      |
|        | Napastnik     | Ousmane Soumano     |                 | 3/0                    | bez klubu                                  |
|        | Napastnik     | Soumaila Traoré     |                 | 3/1                    | Raja Casablanca                            |
|        | Napastnik     | Bassala Touré       | 21 lutego 1976  | 4/0                    | Kawkab Marrakech                           |
| Trener | Mamadou Keita | Mamadou Keita       |                 |                        |                                            |

### Tunezja
| #        | Pozycja                           | Imię i nazwisko                   | Data urodzenia       | Mecze/Gole na turnieju | Klub                     |
| -------- | --------------------------------- | --------------------------------- | -------------------- | ---------------------- | ------------------------ |
|          | Bramkarz                          | Ali Boumnijel                     | 13 kwietnia 1966     | 0/0                    | FC Gueugnon              |
|          | Bramkarz                          | Chokri El Ouaer                   | 15 sierpnia 1966     | 2/0                    | Espérance Tunis          |
|          | Bramkarz                          | Radhouane Salhi                   | 18 grudnia 1967      | 0/0                    | Étoile Sportive du Sahel |
|          | Obrońca                           | Mounir Boukadida                  | 24 października 1967 | 0/0                    | Étoile Sportive du Sahel |
|          | Obrońca                           | Taoufik Hicheri                   |                      | 1/0                    | Vitória SC               |
|          | Obrońca                           | Mohamed Ali Mahjoubi              |                      | 2/0                    | Espérance Tunis          |
|          | Obrońca                           | Imed Mizouri                      |                      | 2/0                    | Étoile Sportive du Sahel |
|          | Obrońca                           | Mourad Okbi                       |                      | 2/0                    | Al-Ahli Dżudda           |
|          | Obrońca                           | Ahmed Souissi                     |                      | 0/0                    | CA Bizertin              |
|          | Obrońca                           | Tarek Thabet                      | 16 sierpnia 1971     | 2/0                    | Espérance Tunis          |
|          | Obrońca                           | Mohamed Trabelsi                  | 7 lutego 1968        | 0/0                    | Océano Club de Kerkennah |
|          | Pomocnik                          | Lofti Ben Sassi                   |                      | 0/0                    | Olympique Béja           |
|          | Pomocnik                          | Raouf Bouzaiene                   | 16 sierpnia 1970     | 2/0                    | Laval                    |
|          | Pomocnik                          | Sirajeddine Chihi                 | 16 kwietnia 1970     | 0/0                    | Espérance Tunis          |
|          | Pomocnik                          | Mourad Gharbi                     |                      | 1/0                    | CA Bizertin              |
|          | Pomocnik                          | Adel Sellimi                      | 16 listopada 1972    | 2/0                    | Club Africain Tunis      |
|          | Pomocnik                          | Samir Sellimi                     |                      | 1/0                    | Club Africain Tunis      |
|          | Pomocnik                          | Skander Souayah                   | 20 listopada 1972    | 2/0                    | Club Sportif Sfaxien     |
|          | Napastnik                         | Ayadi Hamrouni                    |                      | 2/0                    | Espérance Tunis          |
|          | Napastnik                         | Jameleddine Limam                 | 11 czerwca 1967      | 1/0                    | Stade Tunisien           |
|          | Napastnik                         | Faouzi Rouissi                    | 26 marca 1971        | 2/1                    | SM Caen                  |
|          | Napastnik                         | Ziad Tlemçani                     | 10 maja 1963         | 2/0                    | Vitória SC               |
| Trenerzy | Youssef Zouaoui i Faouzi Benzerti | Youssef Zouaoui i Faouzi Benzerti |                      |                        |                          |

### Zair
| #      | Pozycja               | Imię i nazwisko       | Data urodzenia  | Mecze/Gole na turnieju | Klub                            |
| ------ | --------------------- | --------------------- | --------------- | ---------------------- | ------------------------------- |
|        | Bramkarz              | Kasango Mpia          |                 | 1/0                    | Daring Club Motema Pembe        |
|        | Bramkarz              | Bulayima Mukuayanzo   |                 | 2/0                    | Feyenoord Rotterdam             |
|        | Bramkarz              | Bilolo Tambwe         |                 | 1/0                    | AS Vita Club                    |
|        | Obrońca               | Ntumba Danga          |                 | 2/0                    | K.F.C. Lommel S.K.              |
|        | Obrońca               | Kabwe Kasongo         | 31 lipca 1970   | 3/0                    | Daring Club Motema Pembe        |
|        | Obrońca               | Epangala Lokose       |                 | 3/0                    | AS Vita Club                    |
|        | Obrońca               | Loukima Tamoukini     |                 | 2/0                    | AS Vita Club                    |
|        | Obrońca               | Mbaki Makengo         |                 | 1/0                    | Hoogstraten VV                  |
|        | Obrońca               | Mansoni Ngombo        |                 | 3/0                    | R.F.C. Seraing                  |
|        | Obrońca               | José Nzau             |                 | 2/0                    | Racing Club de France           |
|        | Pomocnik              | Basaúla Lemba         |                 | 3/1                    | Vitória SC                      |
|        | Pomocnik              | Kubu Lembi            |                 | 1/0                    | Royal Antwerp FC                |
|        | Pomocnik              | Lugomgola Mateso      |                 | 1/0                    | KFC Diest                       |
|        | Pomocnik              | Jean-Claude Mukanya   | 1 maja 1968     | 2/0                    | K.V.S.K. United Overpelt-Lommel |
|        | Pomocnik              | Mbote N’Dinga         |                 | 3/0                    | Vitória SC                      |
|        | Pomocnik              | Yoko Ngwengwe         |                 | 0/0                    | Daring Club Motema Pembe        |
|        | Napastnik             | Elos Elonga-Ekakia    | 5 lutego 1974   | 1/0                    | KSK Beveren                     |
|        | Napastnik             | Roger Lukaku          |                 | 3/0                    | R.F.C. Seraing                  |
|        | Napastnik             | Mayo Mbunga           |                 | 0/0                    | AS Dragons                      |
|        | Napastnik             | Didier Simba-Ekanza   |                 | 1/0                    | Beerschot Antwerpia             |
|        | Napastnik             | Ngoy N’Sumbu          |                 | 2/1                    | Germinal Beerschot Antwerpia    |
|        | Napastnik             | Bunene Ngaduane       | 30 czerwca 1972 | 0/0                    | QwaQwa Stars                    |
| Trener | Pierre Kalala Mukendi | Pierre Kalala Mukendi |                 |                        |                                 |

## Grupa B

### Egipt
| #      | Pozycja     | Imię i nazwisko     | Data urodzenia      | Mecze/Gole na turnieju | Klub                  |
| ------ | ----------- | ------------------- | ------------------- | ---------------------- | --------------------- |
|        | Bramkarz    | Saafane El-Saghir   |                     | 0/0                    | Ismaily SC            |
|        | Bramkarz    | Hussein El-Sayed    |                     | 0/0                    | Zamalek Sporting Club |
|        | Bramkarz    | Ahmed Shobair       | 28 września 1960    | 3/0                    | Al-Ahly Kair          |
|        | Obrońca     | Mohamed Abdelghelil |                     | 0/0                    | Al-Ahly Kair          |
|        | Obrońca     | Hamza El-Gamal      |                     | 3/1                    | Ismaily SC            |
|        | Obrońca     | Islam Fathi         |                     | 3/0                    | Canal FC              |
|        | Obrońca     | Fawzi Gamal         |                     | 3/0                    | Ismaily SC            |
|        | Obrońca     | Ashraf Kasem        | 25 lipca 1966       | 3/0                    | Al-Hilal              |
|        | Obrońca     | Talaat Mansour      |                     | 3/0                    | Zamalek Sporting Club |
|        | Obrońca     | Hany Ramzy          | 10 marca 1969       | 1/0                    | Neuchâtel Xamax       |
|        | Obrońca     | Mohamed Youssef     | 9 października 1970 | 0/0                    | Al-Ahly Kair          |
|        | Pomocnik    | Reda Abdel Al       |                     | 2/0                    | Al-Ahly Kair          |
|        | Pomocnik    | Fekri Al-Saghir     |                     | 3/0                    | Ismaily SC            |
|        | Pomocnik    | Khaled El-Gandour   |                     | 0/0                    | Zamalek Sporting Club |
|        | Pomocnik    | Ahmed El-Kass       | 8 lipca 1965        | 3/0                    | El-Olympi             |
|        | Pomocnik    | Yasser Rayan        |                     | 3/0                    | Al-Ahly Kair          |
|        | Pomocnik    | Ali Yahia           |                     | 0/0                    | Canal FC              |
|        | Pomocnik    | Ashraf Youssef      |                     | 0/0                    | Zamalek Sporting Club |
|        | Napastnik   | Ibrahim El-Masry    |                     | 0/0                    | El-Masry              |
|        | Napastnik   | Ayman Mansour       | 9 września 1963     | 3/1                    | Zamalek Sporting Club |
|        | Napastnik   | Mohamed Ramadhan    |                     | 2/0                    | Al-Ahly Kair          |
|        | Napastnik   | Bashir Abdel Samad  |                     | 3/2                    | Ismaily SC            |
| Trener | Ismail Taha | Ismail Taha         |                     |                        |                       |

### Gabon
| #      | Pozycja      | Imię i nazwisko       | Data urodzenia       | Mecze/Gole na turnieju | Klub              |
| ------ | ------------ | --------------------- | -------------------- | ---------------------- | ----------------- |
|        | Bramkarz     | Claude Babé           |                      | 0/0                    | AS Sogara         |
|        | Bramkarz     | Germain Mendome       | 21 sierpnia 1970     | 2/0                    | AS Sogara         |
|        | Bramkarz     | Amel Rolenga          |                      | 0/0                    | US Mbilinga       |
|        | Obrońca      | François Amégasse     | 10 października 1965 | 2/0                    | US Mbilinga       |
|        | Obrońca      | Pierre Aubameyang     | 29 maja 1965         | 2/0                    | Le Havre AC       |
|        | Obrońca      | Michel Biyoghe        |                      | 0/0                    | Petrosport        |
|        | Obrońca      | Francis Koumba        |                      | 0/0                    | Petrosport        |
|        | Obrońca      | Tristan Mombo         |                      | 2/0                    | US Mbilinga       |
|        | Obrońca      | Parfait N’Dong        |                      | 2/0                    | US Mbilinga       |
|        | Obrońca      | Adrien Nkoumba        |                      | 0/0                    | AS Sogara         |
|        | Obrońca      | Thierry Retoa         |                      | 1/0                    | AS Sogara         |
|        | Pomocnik     | Etienne Kassa-Ngoma   |                      | 2/0                    | AS Sogara         |
|        | Pomocnik     | Jean Moutsinga        |                      | 1/0                    |                   |
|        | Pomocnik     | Germain Mintsa        |                      | 0/0                    | FC 105 Libreville |
|        | Pomocnik     | Jean-Daniel Ndong Nzé |                      | 2/0                    | Petrosport        |
|        | Pomocnik     | Placide Nyangala      |                      | 1/0                    | Aurillac FCA      |
|        | Pomocnik     | Valéry Ondo           |                      | 2/0                    | US Mbilinga       |
|        | Pomocnik     | Jacques Pigna         |                      | 0/0                    | AS Mangasport     |
|        | Napastnik    | Brice Mackaya         |                      | 2/0                    | Petrosport        |
|        | Napastnik    | Régis Manon           |                      | 1/0                    | FC 105 Libreville |
|        | Napastnik    | Guy Roger Nzamba      | 13 lipca 1970        | 2/0                    | FC Mulhouse       |
|        | Napastnik    | Jonas Ogandaga        |                      | 1/0                    | AS Sogara         |
| Trener | Jean Thissen | Jean Thissen          |                      |                        |                   |

### Nigeria
| #      | Pozycja           | Imię i nazwisko     | Data urodzenia       | Mecze/Gole na turnieju | Klub                  |
| ------ | ----------------- | ------------------- | -------------------- | ---------------------- | --------------------- |
|        | Bramkarz          | Wilfred Agbonavbare | 5 października 1966  | 0/0                    | Rayo Vallecano        |
|        | Bramkarz          | Alloysius Agu       | 12 lipca 1967        | 0/0                    | RFC Liège             |
| 1      | Bramkarz          | Peter Rufai         | 26 sierpnia 1963     | 5/0                    | Go Ahead Eagles       |
| 2      | Obrońca           | Augustine Eguavoen  | 19 sierpnia 1965     | 4/0                    | KV Kortrijk           |
| 3      | Obrońca           | Benedict Iroha      | 29 listopada 1969    | 5/1                    | Vitesse Arnhem        |
| 4      | Obrońca           | Stephen Keshi       | 31 stycznia 1962     | 2/0                    | bez klubu             |
| 5      | Obrońca           | Uche Okechukwu      | 27 września 1967     | 5/0                    | Fenerbahçe SK         |
|        | Obrońca           | Isaac Semitoje      |                      | 1/0                    | Iwuanyanwu Nationale  |
| 19     | Obrońca           | Nduka Ugbade        | 6 września 1969      | 3/0                    | bez klubu             |
|        | Obrońca           | Uche Okafor         | 8 sierpnia 1967      | 5/0                    | Hannover 96           |
|        | Pomocnik          | Mutiu Adepoju       | 22 grudnia 1970      | 3/1                    | Racing Santander      |
|        | Pomocnik          | Fuludu Edema        |                      | 0/0                    | BCC Lions Gboko       |
|        | Pomocnik          | Efan Ekoku          | 8 czerwca 1967       | 1/0                    | Norwich City F.C.     |
| 7      | Pomocnik          | Finidi George       | 15 kwietnia 1971     | 3/0                    | AFC Ajax              |
| 10     | Pomocnik          | Jay-Jay Okocha      | 14 sierpnia 1973     | 3/0                    | Eintracht Frankfurt   |
| 8      | Pomocnik          | Thompson Oliha      | 4 października 1968  | 3/0                    | bez klubu             |
| 15     | Pomocnik          | Sunday Oliseh       | 4 września 1974      | 4/0                    | RFC Liège             |
| 11     | Pomocnik          | Emmanuel Amunike    | 25 grudnia 1970      | 1/2                    | Zamalek Sporting Club |
| 14     | Napastnik         | Daniel Amokachi     | 30 grudnia 1972      | 5/0                    | Club Brugge           |
|        | Napastnik         | Victor Ikpeba       | 12 czerwca 1973      | 1/0                    | AS Monaco             |
|        | Napastnik         | Samson Siasia       | 14 sierpnia 1967     | 4/0                    | FC Nantes             |
| 9      | Napastnik         | Rashidi Yekini      | 23 października 1963 | 5/5                    | Vitória Setúbal       |
| Trener | Clemens Westerhof | Clemens Westerhof   |                      |                        |                       |

## Grupa C

### Wybrzeże Kości Słoniowej
| #      | Pozycja           | Imię i nazwisko    | Data urodzenia       | Mecze/Gole na turnieju | Klub                  |
| ------ | ----------------- | ------------------ | -------------------- | ---------------------- | --------------------- |
|        | Bramkarz          | Alain Gouaméné     | 15 czerwca 1966      | 5/0                    | ASEC Mimosas          |
|        | Bramkarz          | Losseni Konaté     | 29 grudnia 1972      | 0/0                    | ASEC Mimosas          |
|        | Bramkarz          | Macaire Obou       |                      | 0/0                    | Africa Sports Abidżan |
|        | Obrońca           | Sam Abouo          |                      | 5/0                    | ASEC Mimosas          |
|        | Obrońca           | Lassina Dao        | 6 lutego 1971        | 4/0                    | ASEC Mimosas          |
|        | Obrońca           | Vilasco Fallet     |                      | 4/0                    | ASEC Mimosas          |
|        | Obrońca           | Jean-Marie Gbahou  |                      | 0/0                    | ASEC Mimosas          |
|        | Obrońca           | Arsène Hobou       |                      | 3/0                    | Africa Sports Abidżan |
|        | Obrońca           | Basile Aka Kouamé  |                      | 4/0                    | ASEC Mimosas          |
|        | Pomocnik          | Célestin Amani     |                      | 1/0                    | Africa Sports Abidżan |
|        | Pomocnik          | Aliou Siby Badra   |                      | 2/0                    | ASEC Mimosas          |
|        | Pomocnik          | Yacouba Comara     |                      | 1/0                    | Africa Sports Abidżan |
|        | Pomocnik          | Tchiressoua Guel   | 27 grudnia 1975      | 5/1                    | ASEC Mimosas          |
|        | Pomocnik          | Adama Koné Clofie  | 26 lipca 1969        | 1/1                    | ASEC Mimosas          |
|        | Pomocnik          | Serge Maguy        | 20 października 1970 | 4/0                    | Atlético Madryt       |
|        | Pomocnik          | Donald-Olivier Sié | 3 kwietnia 1970      | 5/1                    | ASEC Mimosas          |
|        | Napastnik         | Yao Lambert Amani  |                      | 3/0                    | Africa Sports Abidżan |
|        | Napastnik         | Eugène Beugré Yago |                      | 3/0                    | Africa Sports Abidżan |
|        | Napastnik         | Michel Bassolé     |                      | 4/2                    | ASEC Mimosas          |
|        | Napastnik         | Ahmed Ouattara     |                      | 2/1                    | Africa Sports Abidżan |
|        | Napastnik         | Joël Tiéhi         | 12 czerwca 1964      | 4/4                    | Le Havre AC           |
|        | Napastnik         | Abdoulaye Traoré   | 4 marca 1967         | 4/1                    | ASEC Mimosas          |
| Trener | Henryk Kasperczak | Henryk Kasperczak  |                      |                        |                       |

### Sierra Leone
| #      | Pozycja             | Imię i nazwisko       | Data urodzenia   | Mecze/Gole na turnieju | Klub                    |
| ------ | ------------------- | --------------------- | ---------------- | ---------------------- | ----------------------- |
|        | Bramkarz            | Brima Kamara          |                  | 0/0                    | East End Lions          |
|        | Bramkarz            | Osaid Marah           |                  | 2/0                    | KVK Tienen              |
|        | Obrońca             | Vannie Bockarie       |                  | 0/0                    | Kamboi Eagles           |
|        | Obrońca             | Kemokai Kallon        | 17 marca 1972    | 2/0                    | AS Kaloum Star          |
|        | Obrońca             | Abubakar Kamara       |                  | 2/0                    | East End Lions          |
|        | Obrońca             | Mohamed Kanu          | 5 lipca 1968     | 2/0                    | VC Eendracht Aalst 2002 |
|        | Obrońca             | Basiru King           |                  | 1/0                    | Union Duala             |
|        | Obrońca             | Mohamed Mansaray      |                  | 2/0                    | K. Boom F.C.            |
|        | Obrońca             | Abdoulay Sessay       |                  | 1/0                    | Ports Authority         |
|        | Pomocnik            | Lamine Bangura        |                  | 1/0                    | Horoya AC               |
|        | Pomocnik            | Abdul Thompson Conteh | 2 lipca 1970     | 1/0                    | Georgetown Cobras       |
|        | Pomocnik            | Lamine Conteh         | 17 stycznia 1976 | 1/0                    | Beerschot Antwerpia     |
|        | Pomocnik            | Abu Kanu              | 31 marca 1972    | 1/0                    | East End Lions          |
|        | Pomocnik            | Amidu Karim           |                  | 1/0                    | Mighty Blackpool        |
|        | Pomocnik            | Ibrahim Koroma        |                  | 1/0                    | K. Boom F.C.            |
|        | Pomocnik            | John Sama             |                  | 2/0                    | Gezan Attuhama          |
|        | Pomocnik            | Matthews Tieh         |                  | 0/0                    | Mighty Blackpool        |
|        | Napastnik           | Leslie Allen          |                  | 1/0                    | US Mbilinga             |
|        | Napastnik           | Kassim Conteh         |                  | 0/0                    | East End Lions          |
|        | Napastnik           | Brima George          |                  | 1/0                    | Diamond Stars           |
|        | Napastnik           | Musa Kanu             |                  | 2/0                    | KSC Lokeren             |
|        | Napastnik           | John Gbassay Sessay   |                  | 2/0                    | Vitória Setúbal         |
| Trener | Raymond Zarpanelian | Raymond Zarpanelian   |                  |                        |                         |

### Zambia
| #      | Pozycja         | Imię i nazwisko   | Data urodzenia       | Mecze/Gole na turnieju | Klub                        |
| ------ | --------------- | ----------------- | -------------------- | ---------------------- | --------------------------- |
|        | Bramkarz        | John Mubanga      |                      | 0/0                    | Nkana Red Devils            |
|        | Bramkarz        | Martin Mwamba     | 6 listopada 1964     | 1/0                    | Power Dynamos Kitwe         |
|        | Bramkarz        | James Phiri       | 13 lutego 1968       | 4/0                    | Zanaco FC                   |
|        | Obrońca         | Aggrey Chitangi   | 5 czerwca 1964       | 5/0                    | Power Dynamos Kitwe         |
|        | Obrońca         | Harrison Chongo   | 5 czerwca 1969       | 5/0                    | Al-Tuum                     |
|        | Obrońca         | Elijah Litana     | 5 grudnia 1970       | 5/2                    | Roan United                 |
|        | Obrońca         | Mordon Malitoli   | 5 sierpnia 1968      | 2/0                    | Nkana Red Devils            |
|        | Obrońca         | Kapambwe Mulenga  | ur. 1963 zm. 1996    | 2/0                    | Nkana Red Devils            |
|        | Obrońca         | Kingsley Musabula | 26 grudnia 1973      | 0/0                    | Zamsure FC                  |
|        | Obrońca         | Harrison Tembo    |                      | 0/0                    | Kabwe Warriors              |
|        | Pomocnik        | Joel Bwalya       | 14 października 1972 | 3/0                    | K.R.C. Zuid-West-Vlaanderen |
|        | Pomocnik        | Tenant Chilumba   | 22 sierpnia 1972     | 4/0                    | Power Dynamos Kitwe         |
|        | Pomocnik        | John Lungu        | 12 czerwca 1966      | 3/0                    | Roan United                 |
|        | Pomocnik        | Linos Makwaza     | 4 grudnia 1965       | 2/0                    | Power Dynamos Kitwe         |
|        | Pomocnik        | Evans Sakala      | 10 października 1970 | 5/1                    | Fidentia Rangers            |
|        | Pomocnik        | Happy Sichikolo   | 22 listopada 1973    | 3/0                    | Kabwe Warriors              |
|        | Napastnik       | Johnson Bwalya    | 3 grudnia 1967       | 4/0                    | FC Bulle                    |
|        | Napastnik       | Kalusha Bwalya    | 16 sierpnia 1963     | 5/1                    | PSV Eindhoven               |
|        | Napastnik       | Kenneth Malitoli  | 20 sierpnia 1966     | 5/2                    | Espérance Tunis             |
|        | Napastnik       | Gibby Mbasela     | 24 października 1962 | 1/0                    | Espérance Tunis             |
|        | Napastnik       | Zeddy Saileti     | 16 stycznia 1969     | 5/1                    | Nkana Red Devils            |
| Trener | Ian Porterfield | Ian Porterfield   |                      |                        |                             |

## Grupa D

### Ghana
| #      | Pozycja              | Imię i nazwisko        | Data urodzenia       | Mecze/Gole na turnieju | Klub                   |
| ------ | -------------------- | ---------------------- | -------------------- | ---------------------- | ---------------------- |
|        | Bramkarz             | Simon Addo             | 11 grudnia 1974      | 0/0                    | Ashanti Gold SC        |
|        | Bramkarz             | Edward Ansah           | 1 lutego 1963        | 3/0                    | Port Authority         |
|        | Bramkarz             | Anthony Mensah         | 31 października 1972 | 0/0                    | Asante Kotoko Kumasi   |
|        | Obrońca              | Frank Amankwah         | 29 grudnia 1971      | 3/0                    | Asante Kotoko Kumasi   |
|        | Obrońca              | Emmanuel Ampeah        |                      | 2/0                    | Asante Kotoko Kumasi   |
|        | Obrońca              | Emmanuel Armah         | 22 kwietnia 1968     | 0/0                    | Accra Hearts of Oak SC |
|        | Obrońca              | Anthony Baffoe         | 25 maja 1965         | 2/0                    | FC Metz                |
|        | Obrońca              | Afo Dodoo              | 23 listopada 1973    | 1/0                    | Ashanti Gold SC        |
|        | Obrońca              | Agyeman Duah           | 17 października 1973 | 2/0                    | Asante Kotoko Kumasi   |
|        | Obrońca              | Stephen Frimpong Manso | 15 maja 1959         | 3/0                    | Asante Kotoko Kumasi   |
|        | Obrońca              | Alexander Opoku        | 31 sierpnia 1974     | 0/0                    | VfB Lipsk              |
|        | Obrońca              | Bernard Whyte          |                      | 3/0                    | Accra Hearts of Oak SC |
|        | Pomocnik             | Joachin Yaw Acheampong | 2 listopada 1973     | 2/0                    | Ashanti Gold SC        |
|        | Pomocnik             | Charles Akonnor        | 12 marca 1974        | 3/2                    | SC Fortuna Kolonia     |
|        | Pomocnik             | Samuel Johnson         | 25 lipca 1973        | 1/0                    | Accra Hearts of Oak SC |
|        | Pomocnik             | Nii Lamptey            | 10 grudnia 1974      | 2/0                    | PSV Eindhoven          |
|        | Pomocnik             | Oscar Laud             | 1 maja 1976          | 0/0                    | Dawu Youngsters        |
|        | Napastnik            | George Arthur          |                      | 1/0                    | Asante Kotoku Kumasi   |
|        | Napastnik            | Abédi Pelé             | 5 listopada 1962     | 3/0                    | Olympique Lyon         |
|        | Napastnik            | Kwame Ayew             | 28 grudnia 1973      | 2/0                    | US Lecce               |
|        | Napastnik            | Prince Polley          | 4 maja 1969          | 2/1                    | FC Twente              |
|        | Napastnik            | Anthony Yeboah         | 6 czerwca 1966       | 2/0                    | Eintracht Frankfurt    |
| Trener | Emmanuel Aggrey-Finn | Emmanuel Aggrey-Finn   |                      |                        |                        |

### Gwinea
| #      | Pozycja     | Imię i nazwisko       | Data urodzenia       | Mecze/Gole na turnieju | Klub                   |
| ------ | ----------- | --------------------- | -------------------- | ---------------------- | ---------------------- |
|        | Bramkarz    | Foda Laye Camara      |                      | 0/0                    | Horoya AC              |
|        | Bramkarz    | Saliou Diallo         |                      | 2/0                    | Hafia FC               |
|        | Obrońca     | Abdoul Karim Bangoura |                      | 2/0                    | bez klubu              |
|        | Obrońca     | Sita Camara           |                      | 0/0                    | Université Club Kankan |
|        | Obrońca     | Ousmane Fernández     |                      | 0/0                    | ASFAG                  |
|        | Obrońca     | Karifa Sidibé         |                      | 0/0                    | Aubervilliers          |
|        | Obrońca     | Morlaye Soumah        | 4 listopada 1971     | 2/0                    | Valenciennes FC        |
|        | Obrońca     | Edgar Babara Sylla    |                      | 2/0                    | Evry                   |
|        | Obrońca     | Mohamadou Sylla       |                      | 0/0                    | Liembeek               |
|        | Obrońca     | Mohamed Ofei Sylla    | 15 sierpnia 1974     | 2/0                    | Vannes OC              |
|        | Pomocnik    | Ansou Camara          |                      | 0/0                    | RWD Molenbeek          |
|        | Pomocnik    | Ousmane N’Gom Camara  | 26 maja 1975         | 2/0                    | AS Kaloum Star         |
|        | Pomocnik    | Sékou Oumar Dramé     | 23 grudnia 1973      | 2/0                    | Stade d’Abidjan        |
|        | Pomocnik    | Sékou Soumah          |                      | 1/0                    | Willem II Tilburg      |
|        | Pomocnik    | Abdoul Salam Sow      | 13 sierpnia 1970     | 2/0                    | KV Kortrijk            |
|        | Pomocnik    | Mohamed Sylla         | 22 lutego 1971       | 1/0                    | Willem II Tilburg      |
|        | Pomocnik    | Abdoul Karim Sylla    |                      | 0/0                    | Olympic Conakry        |
|        | Pomocnik    | Pablo Thiam           | 3 stycznia 1974      | 1/0                    | 1. FC Köln             |
|        | Napastnik   | Titi Camara           | 17 listopada 1972    | 2/1                    | AS Saint-Étienne       |
|        | Napastnik   | Fodé Camara           |                      | 0/0                    | FCN Sint-Niklaas       |
|        | Napastnik   | Souleymane Oularé     | 16 października 1972 | 2/0                    | KSK Beveren            |
|        | Napastnik   | Alkaly Soumah         |                      | 0/0                    | Hafia FC               |
| Trener | Naby Camara | Naby Camara           |                      |                        |                        |

### Senegal
| #        | Pozycja                       | Imię i nazwisko               | Data urodzenia   | Mecze/Gole na turnieju | Klub               |
| -------- | ----------------------------- | ----------------------------- | ---------------- | ---------------------- | ------------------ |
|          | Bramkarz                      | Papa Waly N’Diaye             |                  | 1/0                    | ASC Jeanne d’Arc   |
|          | Bramkarz                      | René Charles N’Diaye          |                  | 0/0                    | AS Douanes         |
|          | Bramkarz                      | Cheikh Seck                   |                  | 2/0                    | bez klubu          |
|          | Obrońca                       | Moustapha Diagné              |                  | 2/0                    | RC Fontainebleau   |
|          | Obrońca                       | Mamadou Mariem Diallo         |                  | 1/0                    | Port Autonome      |
|          | Obrońca                       | Boubacar Gassama              |                  | 2/0                    | Casa Sport         |
|          | Obrońca                       | Momath Gueye                  |                  | 1/1                    | ASEC Ndiambour     |
|          | Obrońca                       | Aly Male                      |                  | 3/0                    | ASC Jeanne d’Arc   |
|          | Obrońca                       | Adolphe Mendy                 |                  | 3/0                    | ASEC Ndiambour     |
|          | Obrońca                       | Issa Tambedou                 |                  | 3/0                    | Port Autonome      |
|          | Pomocnik                      | Moussa Camara                 |                  | 2/0                    | AS Douanes         |
|          | Pomocnik                      | Lamine Moise Cissé            |                  | 2/0                    | ASC Diaraf         |
|          | Pomocnik                      | Mamadou Faye                  | 31 grudnia 1967  | 2/0                    | SC Bastia          |
|          | Pomocnik                      | Mame Birame Mangane           |                  | 1/0                    | Estrela Amadora    |
|          | Pomocnik                      | Abdoul Yoro N’Diaye           |                  | 0/0                    | AS Douanes         |
|          | Pomocnik                      | Lamine Sagna                  |                  | 1/0                    | ASC Diaraf         |
|          | Napastnik                     | Mamadou Diallo                | 21 sierpnia 1971 | 3/0                    | Kawkab Marrakech   |
|          | Napastnik                     | Mamadou Diarra                |                  | 1/0                    | Port Autonome      |
|          | Napastnik                     | Alassane Dione                |                  | 1/0                    | AS Douanes         |
|          | Napastnik                     | Souleyman Sané                | 26 lutego 1961   | 3/0                    | SG Wattenscheid 09 |
|          | Napastnik                     | Athanas Tendeng               |                  | 3/1                    | Casa Sport         |
|          | Napastnik                     | Amara Traoré                  | 25 września 1965 | 1/0                    | FC Gueugnon        |
| Trenerzy | Jules Bocandé i Saar Boubacar | Jules Bocandé i Saar Boubacar |                  |                        |                    |